# 1535年
| 千纪： | 2千纪 |
| 世纪： | 15世纪 \| 16世纪 \| 17世纪                                                                                 |
| 年代： | 1500年代 \| 1510年代 \| 1520年代 \| 1530年代 \| 1540年代 \| 1550年代 \| 1560年代                           |
| 年份： | 1530年 \| 1531年 \| 1532年 \| 1533年 \| 1534年 \| 1535年 \| 1536年 \| 1537年 \| 1538年 \| 1539年 \| 1540年 |
| 纪年： | 乙未年（羊年）；明嘉靖十四年；越南莫朝大正六年，后黎朝元和三年；日本天文四年                               |

## 大事记
- 1月18日——西班牙殖民者佛朗西斯科·皮薩羅建立利馬城，成為殖民地的新首都。
- 2月2日——阿根廷城市布宜諾斯艾利斯建成。
- 5月26日——受法國國王委託的航海家雅克·卡蒂亞進入聖羅倫斯河河口，遠行至現今的魁北克市，成為最早抵達魁北克的歐洲人。
- 7月6日——《烏托邦》的作者、曾任大法官的湯瑪斯·摩爾爵士拒絕接受亨利八世國王成為英國國教的領袖，而脫離羅馬天主教會的做法，被處決。
- 日本發生守山崩之變，松平清康被家臣阿部正豐暗殺。
- 米蘭公爵弗朗切斯科二世·斯福爾扎死後無嗣繼承，所以米蘭公國的繼承權惹起爭議，神聖羅馬皇帝查理五世與法國國王弗朗索瓦一世都自稱是公國的繼承人而爆發戰爭，查理五世最終掌控了公國，宣稱米蘭公國是他的兒子腓力二世的領土 。
- 神聖羅馬皇帝查理五世（即西班牙國王卡洛斯一世）從奧斯曼帝國奪取突尼斯地區。
- 法國國王弗朗索瓦一世為抵抗哈布斯堡王朝，與奧斯曼帝國蘇萊曼大帝形成了法國-奧斯曼帝國聯盟。
- 法国人航行到北美的圣劳伦斯河，溯河而上，到达现在的蒙特利尔一带，但是，法国人当时并没有建立殖民据点。
- 新西班牙總督轄區開始由新西班牙總督實行君權統治，總督由西班牙國王指派，首府設在墨西哥城，首任總督為安東尼奧·德·門多薩(1535年-1550年)。
- 葡萄牙帝國在印度第烏建造了一座堡壘。
- 12月，施馬爾卡爾登聯盟決定接納一切願意接受奧格斯堡信條的國家，由此安哈爾特、符騰堡、波美拉尼亞以及幾個帝國自由市諸如奧格斯堡、緬因河畔法蘭克福和肯普滕都加入了施馬爾卡爾登聯盟。
- 12月，被西班牙控制的印加帝國薩帕·印卡試圖逃出庫斯科，但仍被抓捕且投入監獄，兩個月之後被放出。

## 出生
- 教宗良十一世

## 逝世
- 松平清康
- 湯瑪斯·摩爾，英格蘭政治家、作家、社會哲學家與空想社会主义者，為北方文藝復興的代表人物之一，《烏托邦》作者。